# Limnoscelis paludis
Limnoscelis (il cui nome significa "piede di palude") è un genere estinto di anfibio (sensu lato) rettiliomorfo, appartenente ai diadettomorfi (una famiglia di anfibi simili a rettili), vissuto nel Permiano inferiore, circa 280 milioni di anni fa (Artinskiano), in Nordamerica. Il genere contiene due specie: L. paludis, la specie tipo e L. dynatis.

## Descrizione

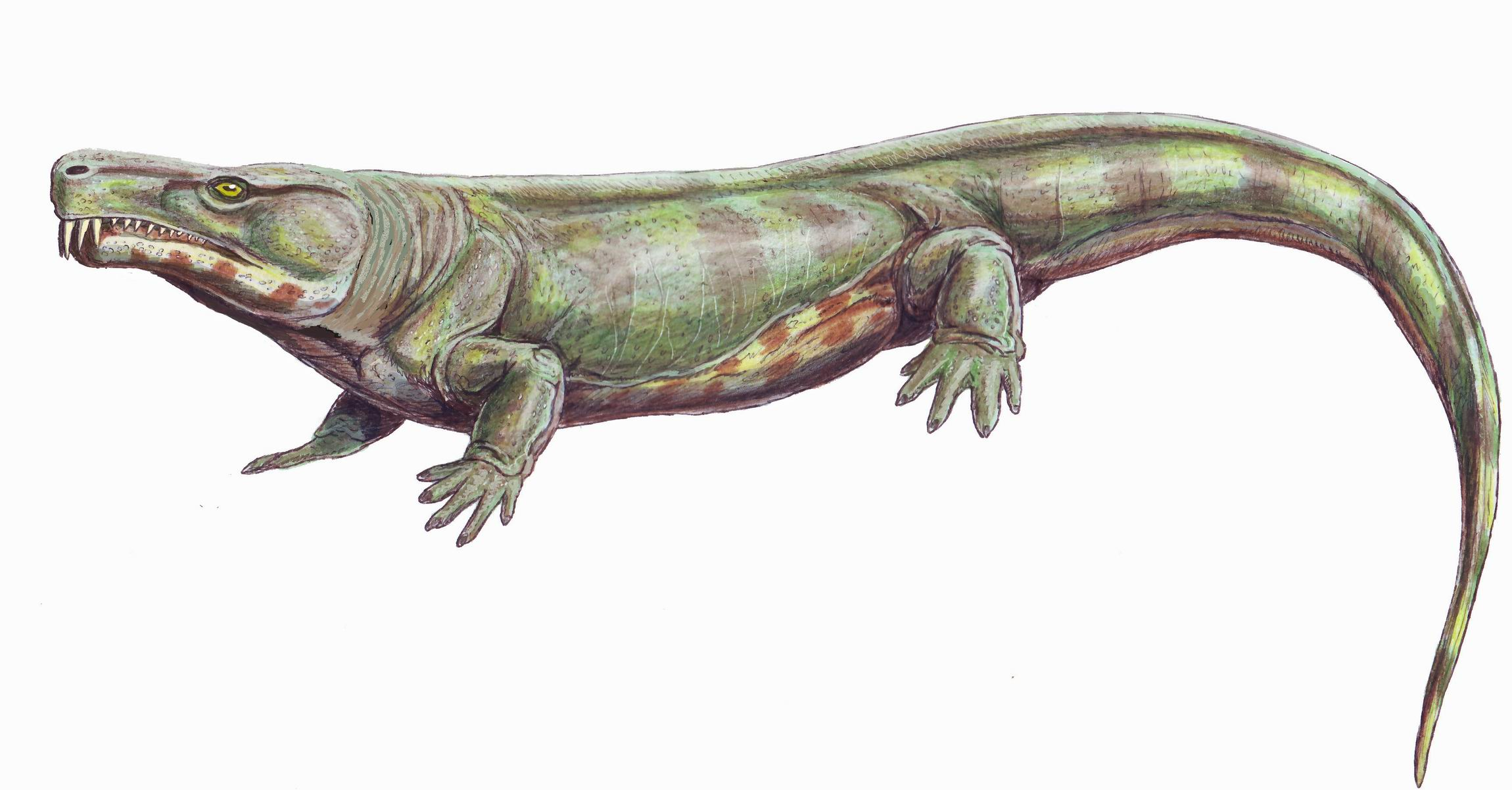
Ricostruzione di L. paludis

Limnoscelis è un reptiliomorpho di grandi dimensioni con circa 1,50 metro di lunghezza totale. La fisionomia dell'animale era molto simile a quella degli odierni varani.

Al contrario della maggior parte dei diadectomorphi, sembra che Limnoscelis fosse carnivoro. Anche se lo scheletro postcranico è molto simile a quello dei primi grandi rettili come pelicosauri e pareiasauridae, l'animale non possedeva artigli e le ossa della caviglia erano fuse come negli reptiliomorphi.

## Classificazione
In passato Limoscelis era considerato un rettile molto primitivo e antico, nel gruppo dei cotilosauri. Tuttavia in seguito l'animale è stato classificato come un anfibio con caratteristiche rettiliane. Oggi il Limnoscelis appartiene a un gruppo di animali affini ai rettili, i Reptiliomorpha, che includono anche l'erbivoro Diadectes.

## Paleobiologia

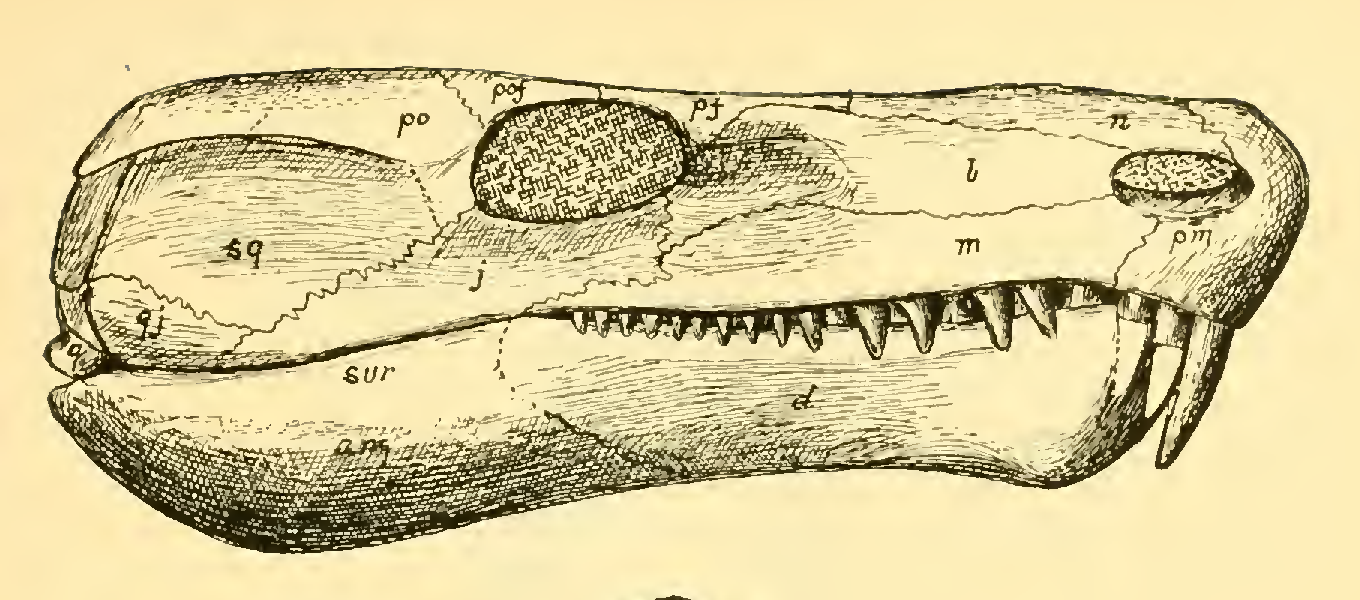
Illustrazione del cranio di L. paludis

Lungo circa un metro e ottanta, il Limnoscelis assomigliava forse a un varano particolarmente robusto, con una lunga coda, un cranio compatto dalla forma vagamente triangolare e dotato di lunghi denti aguzzi. Molto probabilmente le sue prede preferite erano i piccoli vertebrati terrestri o con molta probabilità anche pesci e anfibi acquatici. Sebbene il suo scheletro postcranico sia molto simile a quello dei primi grandi rettili come pelicosauri e pareiasauridae, gli arti dell'animale non avevano artigli, e le ossa delle caviglie erano fuse come negli altri reptiliomorphi. Ciò impediva all'animale di camminare efficacemente sulla terraferma, mentre le sue dita che dovevano essere simili a ventose erano ottime per rimanere fermo e stazionario, indicando che il Limnoscelis cacciasse principalmente prede lente stando fermo immobile acquattato in attesa che la preda gli passasse davanti.

## Nella cultura di massa

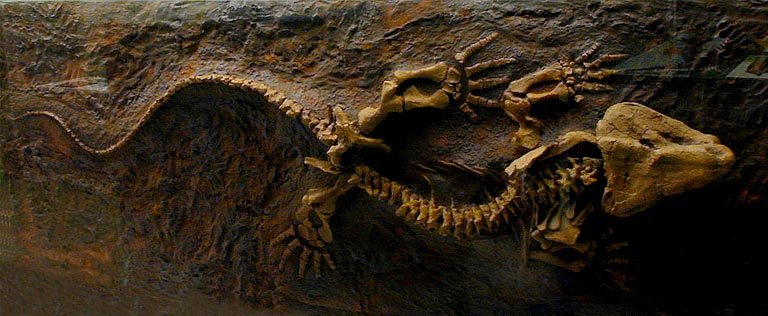
Fossile di L. paludis, conservato al Museo civico di storia naturale, di Milano

Un eccezionale esemplare fossile di Limnoscelis paludis proveniente dai terreni permiani del Texas è conservato al Museo di Storia Naturale di Milano.